# Nemoria gortaria
Nemoria gortaria är en fjärilsart som beskrevs av William Schaus 1901. Nemoria gortaria ingår i släktet Nemoria och familjen mätare. Inga underarter finns listade i Catalogue of Life.